# Evi Nemeth
Evi Nemeth (née le 7 juin 1940 - disparue en mer en juin ou juillet 2013) est une ingénieure informaticienne et enseignante connue pour son expertise en matière d'administration de systèmes informatiques et de réseaux. Elle était l'autrice principal des "bibles" de l'administration système : UNIX System Administration Handbook (1989, 1995, 2000), Linux Administration Handbook (2002, 2006), et UNIX and Linux System Administration Handbook (2010, 2017). Evi Nemeth était connue dans les milieux technologiques comme la matriarche de l'administration système,.
Evi Nemeth est surtout connue dans les cercles mathématiques pour avoir identifié à l'origine les insuffisances du problème de Diffie-Hellman, base d'une grande partie de la cryptographie moderne des réseaux.

## Carrière
Evi Nemeth obtient sa licence en mathématiques à Penn State en 1961 et son doctorat en mathématiques à l'université de Waterloo (Ontario) en 1971. Elle enseigne à la Florida Atlantic University et à la State University of New York à Utica (SUNY Tech) avant de rejoindre le département d'informatique de l'université du Colorado Boulder (CU-Boulder) en 1980. Elle est responsable de l'installation informatique de l'université de 1982 à 1986. Elle est également professeure associée invitée au Dartmouth College en 1990, et à l'UC San Diego en 1998, alors qu'elle est en congé sabbatique de CU-Boulder,.
Lorsqu'elle est à CU-Boulder, Evi Nemeth était bien connue pour son activité d'administration de systèmes de premier cycle, dans le cadre de laquelle les étudiants ont eu, au fil des ans, l'occasion de développer des connaissances et des compétences approfondies en matière d'administration de systèmes Unix. Avec Steve Wozniak, Evi Nemeth crée le programme de bourses Woz à CU-Boulder, qui a financé pendant de nombreuses années des étudiants de premier cycle curieux. Evi Nemeth avait également un talent particulier pour inspirer et enseigner aux jeunes. Elle est le mentor de nombreux collégiens et lycéens, qui ont travaillé avec elle pour soutenir l'informatique au sein de l'université et ont été surnommés "les munchkins". Elle a également encadré de jeunes étudiants de premier cycle talentueux, les emmenant à des réunions nationales où ils ont installé des réseaux et diffusé les sessions des réunions sur l'internet sur le backbone multicast. Elle a entraîné les équipes de programmation des étudiants de l'université lors du concours international de programmation collégiale de l'ACM.
De 1998 à 2006, Evi Nemeth travaille avec la Cooperative Association for Internet Data Analysis (CAIDA) à l'université de Californie, San Diego, sur divers projets de mesure et de visualisation de l'Internet.
En dehors des États-Unis, Evi Nemeth a contribué à apporter la technologie Internet au monde du développement grâce à sa participation aux programmes de l'Internet Society et du Programme des Nations unies pour le développement.
Un T-shirt de gourou du réseau datant des années 1980 montre les couches du modèle OSI avec une couche supplémentaire, la couche 8, comme couche "financière", et la couche 9, comme couche "politique". Le design est crédité à Evi Nemeth.

## Activités ultérieures
Après sa retraite, Evi Nemeth navigue autour du monde sur Wonderland, son voilier de 40 pieds, notamment en faisant le tour de l'Atlantique, en passant par le canal de Panama et en traversant le Pacifique jusqu'en Nouvelle-Zélande.
Fin mai 2013, elle traverse, avec six autres personnes à bord du yacht vintage Niña, la mer de Tasmanie alors qu'elle fait route vers l'Australie depuis la Nouvelle-Zélande. Le 4 juin, le jour où le dernier message, envoyé par Evi Nemeth, est reçu de Niña, la mer de Tasmanie connait des vents de 65 nœuds, et une hauteur de houle atteignant 26 pieds. Une catastrophe naturelle pourrait être à l'origine de la disparition du bateau,. Le 5 juillet, les autorités néo-zélandaises mettent officiellement fin aux recherches du Niña, bien que des proches de l'équipage du Niña aient poursuivi les recherches.

## Publications (sélection)
- Evi Nemeth, E., Hein, T., Snyder, G., and Whaley, B., Unix and Linux System Administration Handbook, 4th edition, Prentice Hall, 2010.
- Evi Nemeth, E., Snyder, G., Hein, T., Whaley, B., and Makin, D., Unix and Linux System Administration Handbook, 5th edition, Prentice Hall, 2017.
- N. Brownlee, K. C. Claffy et E. Nemeth, GLOBECOM'01. IEEE Global Telecommunications Conference (Cat. No.01CH37270), vol. 3, 2001, 1672 p. (ISBN 978-0-7803-7206-1, DOI 10.1109/GLOCOM.2001.965864, S2CID 10140817, CiteSeerx 10.1.1.18.3882), « DNS measurements at a root server »
- A. Broido, E. Nemeth et K. Claffy, « Internet expansion, refinement and churn », European Transactions on Telecommunications, vol. 13,‎ 2002, p. 33–51 (DOI 10.1002/ett.4460130105, CiteSeerx 10.1.1.18.3182)
- Mullin, R., Nemeth, E. and Weidenhofer, N., "Will Public Key Crypto Systems Live up to Their Expectations? HEP Implementation of the Discrete Log Codebreaker", Proc. of the 1984 Intl Conf on Parallel Processing, Aug. 21–24, 1984, pp. 193–196. Selected for the best paper award for this conference.
- « Otter: A general-purpose network visualization tool », International Networking Conference (INET) '99,‎ juin 1999 (lire en ligne, consulté le 28 juin 2013)

## Prix
- 1984-Best Paper Award, International Parallel Processing Conference, Chicago, août 1984
- 1995-USENIX/LISA Lifetime Achievement Award[12] (Prix pour l'ensemble des réalisations)
- 1999-Prix des 25 premières femmes du Web[13]
- 2007-Distinguished Engineering Honoree à CU-Boulder[14]
- 5ème édition annuelle du Telluride Tech Fest Honoree
- 2018-NCWIT Prix de la pionnière en technologie[15]

## Citations
« Les premiers développeurs d'ethernet... se sont opposés à une erreur d'arrondi qui dépassait la totalité de la bande passante d'ARPANET, mais le marketing l'a emporté. »

« Beaucoup de gens assimilent le mot "daemon" au mot "démon", impliquant une sorte de connexion satanique entre Unix et le monde souterrain. Il s'agit d'un malentendu flagrant. Le terme "daemon" est en fait une forme beaucoup plus ancienne de "démon" ; les daemons n'ont pas de penchant particulier pour le bien ou le mal, mais servent plutôt à définir le caractère ou la personnalité d'une personne. Le concept de "démon personnel" des Grecs de l'Antiquité était similaire au concept moderne d'"ange gardien" - "eudaemonia" est l'état d'être aidé ou protégé par un esprit bienveillant. En règle générale, les systèmes Unix semblent être infestés de démons et de démoniaques. (p. 403, USAH) »